# Скіфське мистецтво

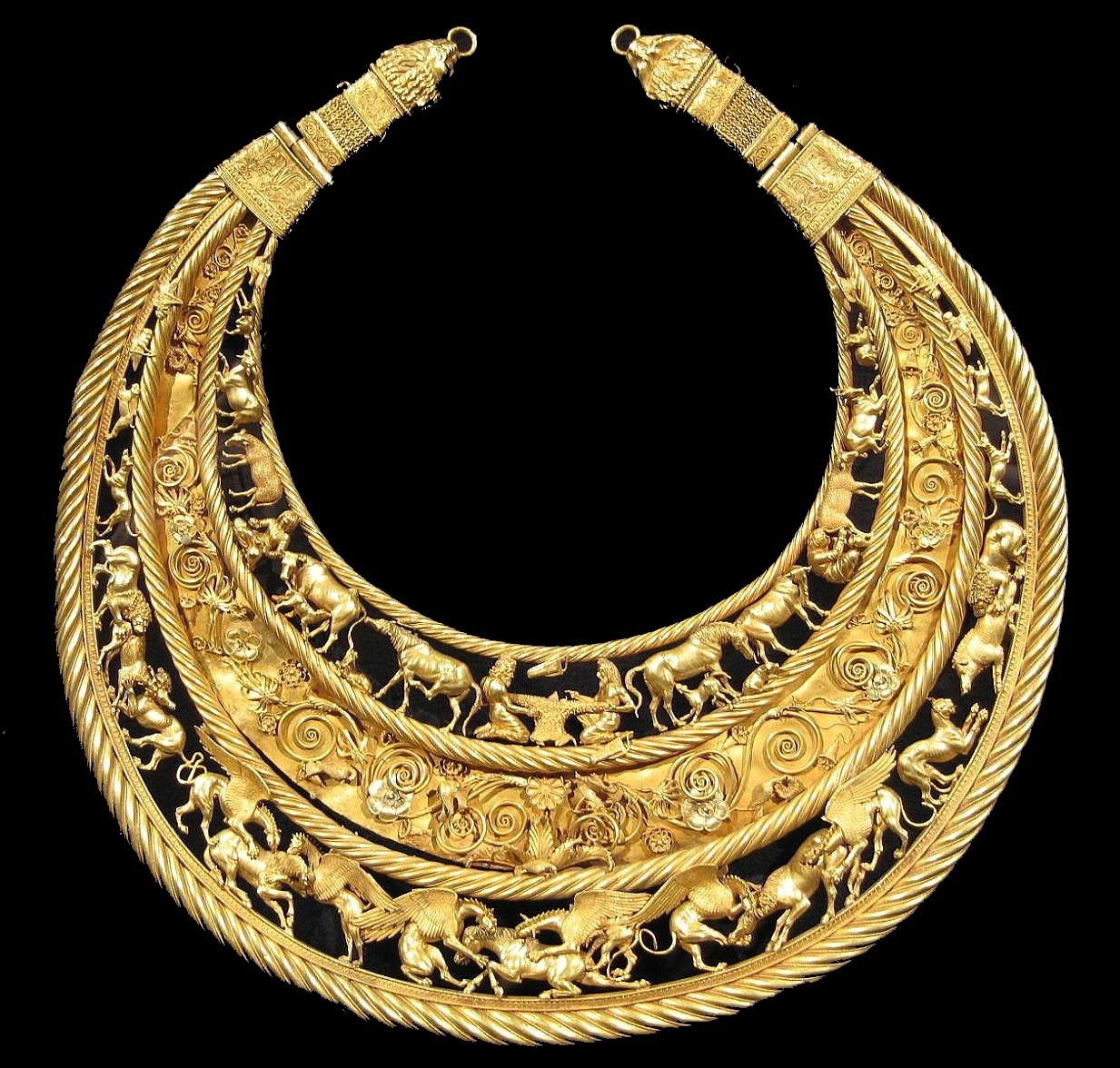
Золота пектораль IV ст. до н. е. з кургану Товста Могила

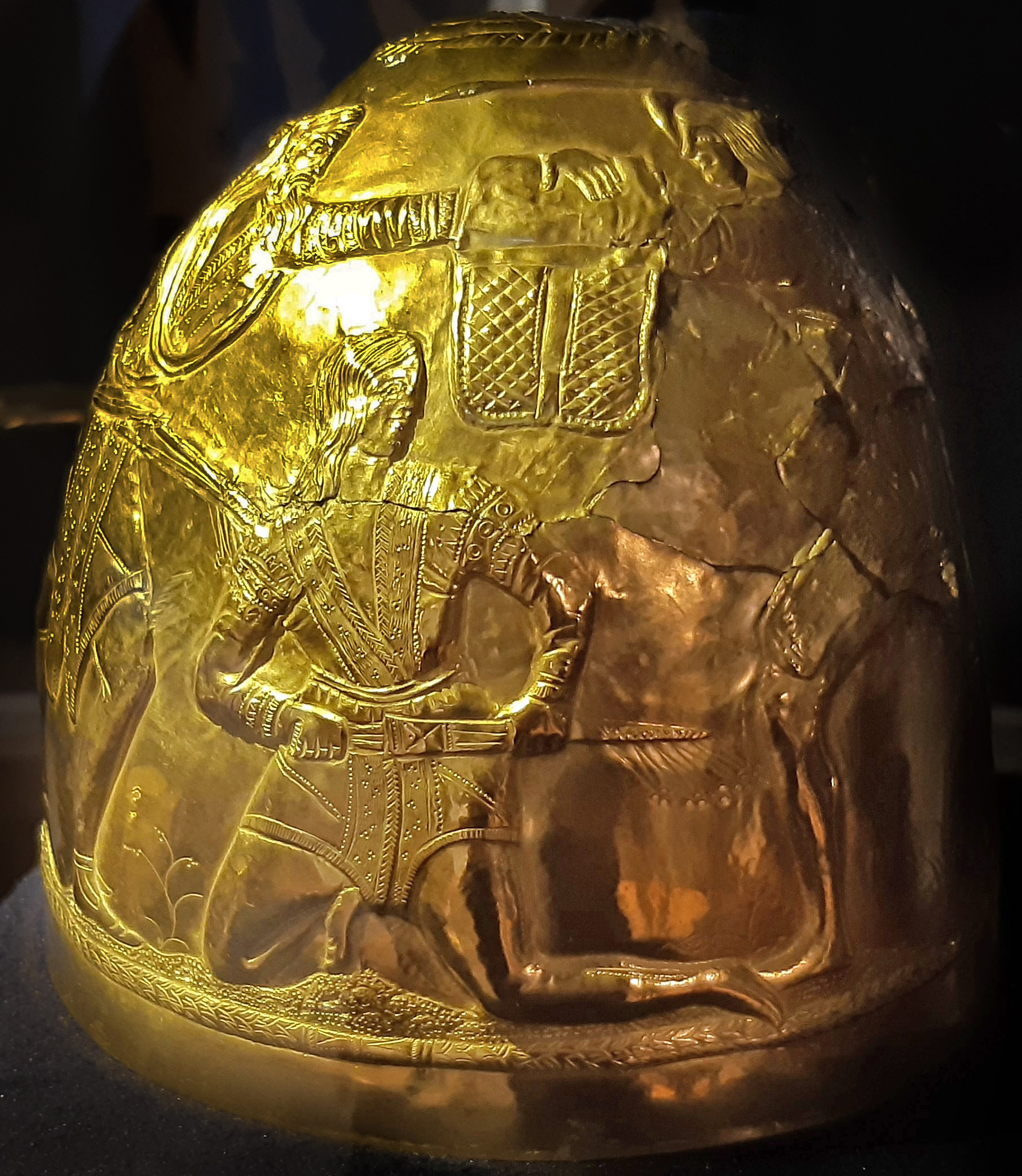
Зображення скіфів на шоломі, IV ст. до н. е., курган Передерієва Могила біля с.Зрубне, Скарбниця Національного музею історії України

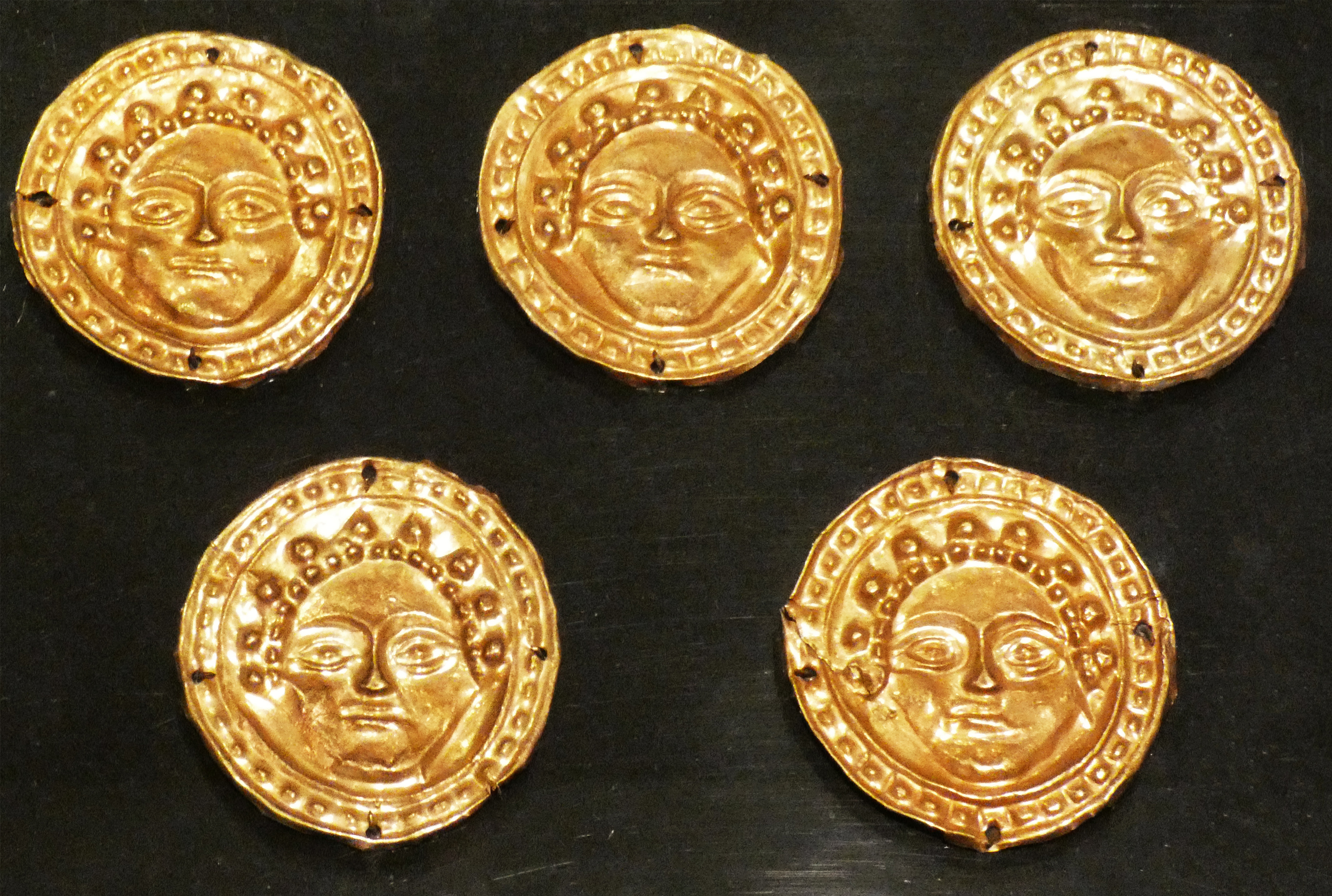
Нашивні прикраси одягу у вигляді голови жінки, IV ст. до н. е., с. Акимівка, Запорізька обл., Скарбниця Національного музею історії України

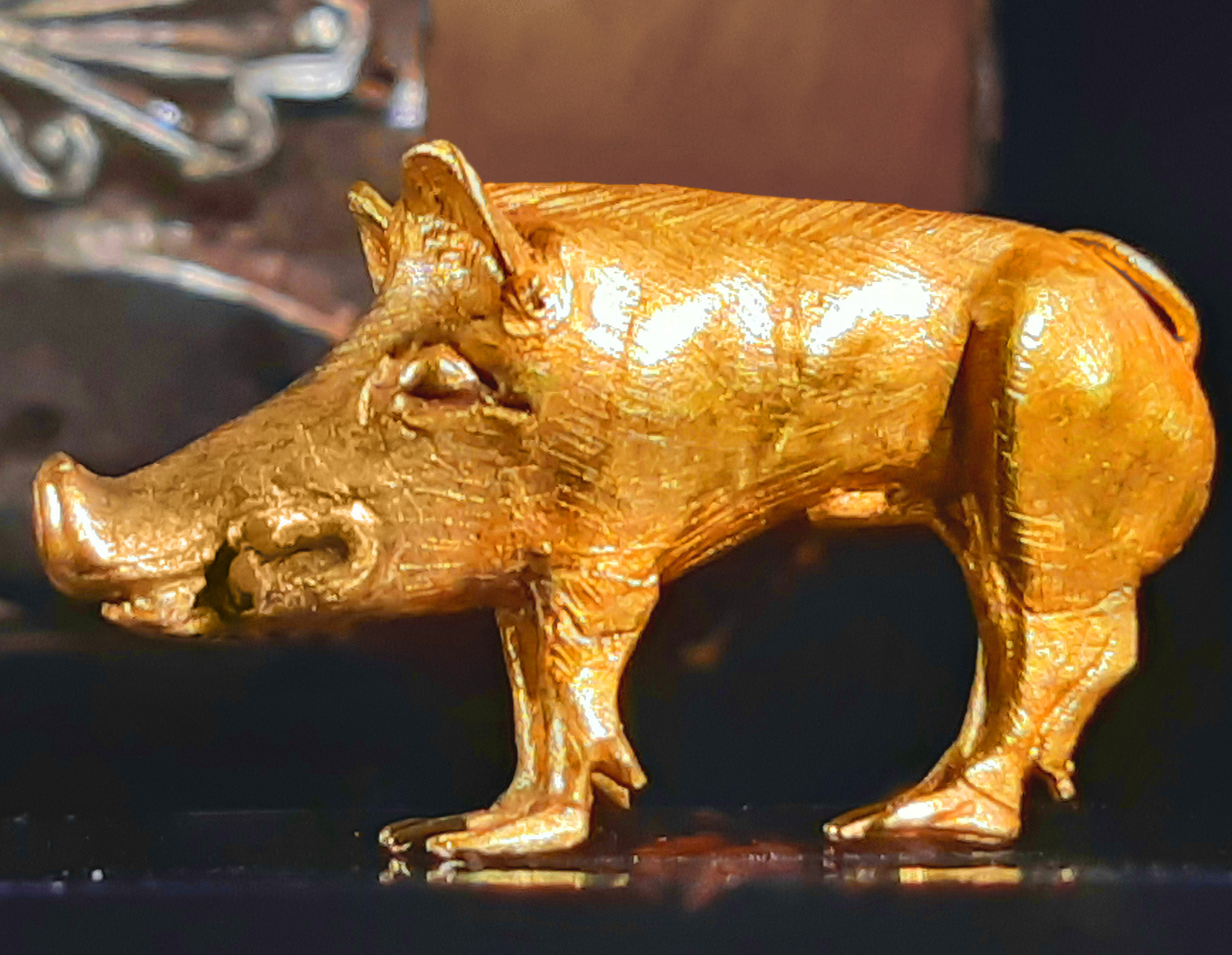
Золота ручка чаші у вигляді фігурки вепра, IV ст. до н. е., курган Хомина Могила, Скарбниця Національного музею історії України

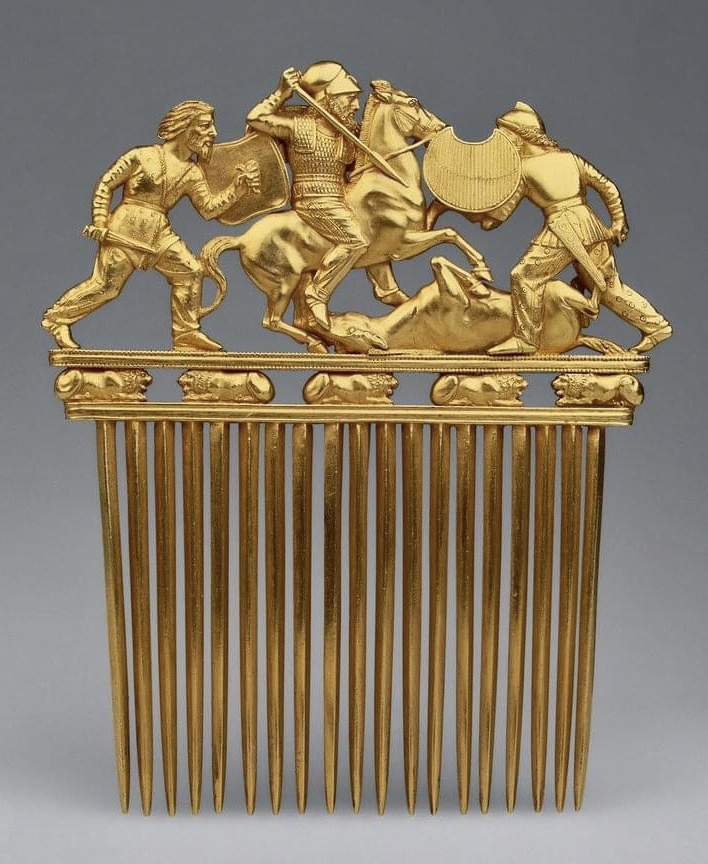
Золотий гребінь з кургану Солоха поч. IV ст. до н. е. (ймовірно, виготовлений на замовлення древніми греками). Вивезений з території України до Росії

Скі́фське мисте́цтво — мистецтво, розвинене союзом народів під збірною назвою скіфів.
Основною рисою скіфського мистецтва в Північному Причорномор'ї було поєднання східних елементів з класичними грецькими, які сюди йшли з грецької метрополії і місцевих грецьких колоній. Це дало єдине в своєму роді витончене мистецтво. Його центром можна вважати столицю Боспорського царства Пантікапей.
Безліч предметів скіфського мистецтва знайдено в могилах, зокрема на півдні Україні та на Кубані, вони були не тільки імпортовані з Греції, але й витворені на місці грецькими та, безсумнівно, також скіфськими майстрами. Особливо високого розвитку досягла ювелірна справа, що своїм артизмом і багатством часто перевищувало подібні твори самої Греції.
Основна риса скіфського мистецтва — звірина символіка. Тварини зображені реально, але водночас стилізовані згідно з законами орнаментальності та декоративності. Ці твори передавали загальні, як заведено думати, культові мотиви Близького Сходу, проте в Україні вони засвоїлися так, що їх можна відрізнити від творів Кавказу, де більше впливів Ірану й Урарту, не кажучи про мистецтво скіфо-алтайське, з впливами Китаю.
До скіфської звіриної символіки належать зображення: оленів з жертовно підігнутими ногами і багатими орнаментальними рогами, левів, пантер, коней й інші свійські тварини, птахи, фантастичні грифони та сирени.
Окрему ділянку творило зображення людини — її обличчя, цілої постаті чи багатофігурних композицій.
На численних вазах, кубках, сагайдаках, гребенях тощо, зображено щоденне життя скіфів: воєнні епізоди, хліборобська та пастуша праця (приручення коней і доїння овець, шиття шкіри тощо), а також мотиви з грецької міфології й історії.
Часто скіфська звірина символіка поєднується в одному творі з грецькими геометричними орнаментами або грецькими пальметами і квітками.
Фантастичні ґрифони з левиними чи орлиними головами, що роздирають коней чи оленів, є уособленням злих сил, і їх зображання мало ймовірно за мету якесь магічне замовляння.
Найкращі твори скіфського мистецтва знайдено в розкопаних т. зв. царських могилах півдня України й Кубані. Ще 1763 року О.Мельґунов розкопав Литу Могилу біля Єлисаветграда; систематичні розкопи почалися в 1830-х pp. (Куль-Оба біля Керчі). Інші могили і городища, в яких виявлено багаті твори скіфського мистецтва в Україні: Гайманова, Мелітопільська, Солоха, Товста, Чортомлик; на Кубані: Велика Близниця, Келермес, Костромська.
Від 4 століття до Хр. Північне Причорномор'я почало відходити від грецьких традицій під тиском сарматських та інших іранських племен, які з 3 ст. почали витісняти скіфів з півдня України. Нове скіфське мистецтво виявилося в Криму, куди частково перейшли скіфи. Між будівлями їхньої нової столиці Неаполя Скіфського був мавзолей для знатних скіфів, яких поховано разом з їх кіньми. Там знайдено понад 1 300 мистецьких об'єктів, серед іншого — фрески зі сценами їзди на конях і ловами.
Рештки скіфських традицій виявилися в сарматському мистецтві, типовою рисою якого була багата інкрустація. Головним його осередком був далі Пантікапей, куди вже проникли впливи готської культури, а в VI—VII ст. можна вже знайти слов'янські предмети, як це бачимо на срібних чоловічих фігурках з Мартинівки на Черкащині (зберігаються в Київському музеї).
Скіфська кераміка зроблена без допомоги гончарного круга, хоч у сусідніх зі скіфами грецьких колоніях круг широко застосовувався. Скіфський посуд плоскодонний і різноманітний за формою. Значного поширення набули скіфські бронзові казани висотою до метра, що мали довгу й тонку ніжку та дві вертикальні ручки.

## Фонди
У XIX ст. скіфські скарби з України і Криму забиралися до Петербурзького Ермітажу. Під час Кримської війни (1853–1856) окремим царським указом велено перевозити туди всі золоті знахідки з України. Тільки в останніх десятиліттях низка знахідок скіфського мистецтва світового значення, відкрита заходами Академії наук України, змогла залишитися в українських музеях.
2013 року в музеї Алларда Пірсона в Амстердамі проходила виставка «Крим — золотий острів у Чорному морі» («Скіфське золото»). Одразу після початку війни на сході України Росія зажадала привласнити частину експонатів і перевезти до «Ермітажу». Справу передали до суду, який тривав майже десять років. Лише 9 червня 2023 року Верховний суд Нідерландів підтвердив рішення, ухвалене апеляційним судом Амстердама у жовтні 2021 року, про повернення експонатів Україні.